# Lights on a Satellite: Live at the Left Bank
Lights on a Satellite: Live at the Left Bank ist ein Jazzalbum von Sun Ra. Die am 23. Juli 1978 live als Veranstaltung der Left Bank Jazz Society im Famous Ballroom in Baltimore entstandenen Aufnahmen erschienen am 6. Dezember 2024 auf Resonance Records. Das Material stammt aus den Sun Ra-Archiven und wurde vom Sun Ra-Archivar Michael D. Anderson recherchiert und zusammengestellt.

## Hintergrund
Sun Ra und sein Arkestra traten 1978 zusammen mit der Sängerin June Tyson und Tänzern in Baltimore auf. Dieser Livemitschnitt ist die zweite unveröffentlichte Arkestra-Entdeckung von Zev Feldman; sie folgt auf das Album At the Showcase: Live in Chicago 1976-1977 (Elemental Music, 2024).
Diese Jahre, die späten 1970er-Jahre, waren eine interessante Zeit für Sun Ra, notierte Mark Corroto. Nach Aufenthalten in Chicago und New York gründete er nun eine Basisstation für sein Orchester in Philadelphia und tourte durch Europa und Ägypten. Seine Musik, die ihre Anfänge in Fletcher Hendersons Band hatte, weitete sich in die Außenbereiche des Jazz aus und thematisierte seine angeblichen Begegnungen mit Außerirdischen und eine Reise zum Saturn. Vor diesem Konzert von 1978 hatte er in Space Is the Place (1974) mitgespielt, einem afrofuturistischen Film, der Science-Fiction mit Ras Philosophie vermischte, und veröffentlichte ein Album mit demselben Titel.
Das Arkestra spielte bei dem Konzert in Baltimore einige Henderson-Klassiker, „Yeah Man“ und „Big John’s Special“, auch Bebop-Kompositionen von Tadd Dameron und Miles Davis, des Weiteren Coverversionen von Harold Arlens „Somewhere over the Rainbow“ und Arthur Johnstons und Sam Coslows Standard „Cocktails for Two“, des Weiteren Stücke aus Ras klassischen Saturn-LPs („Images“, „Dorothy’s Dance“, „Tapestry from an Asteroid“, das Titelstück) bis hin zu aktuellem Arkestra-Livematerial („Joy Delight“, „Baby Won’t You Please Be Mine“). In dem percussionlastigen „Band Intro/Thunder of the Drums“, mischt Sun Ra seinen klassischen Sound mit wilder E-Gitarre und fügte mit seinen Synthesizer-Klängen stottert und spuckende elektrische Ströme hinzu. Das Album endet mit dem schwungvollen „Left Bank Blues“ und dem Klassiker „’Round Midnight“ von Thelonious Monk, remastered aus Robert Mugges Film Sun Ra: A Joyful Noise aus dem Jahr 1980, aufgenommen bei dem Left Bank-Konzert. Das Titelstück „Lights on a Satellite“ nahm das Sun Ra Arkestra erstmals 1960 in Chicago auf; es erschien 1965 auf der LP Fate in a Pleasant Mood.
Die Edition von Resonance Records enthält einen Essay des Jazzkritikers J.D. Considine (der die Show 1978 besucht hatte), Erinnerungen von Michael Anderson, Robert Mugge, des Left Bank-Mitglieds John Fowler, des Kritikers Dan Morgenstern und von Marshall Allen, sowie Beiträge und Gedanken zu Sun Ra von den Musikern Gary Bartz und Craig Taborn.
Diese Edition ist nicht zu verwechseln mit dem ebenfalls 2024 veröffentlichten Album mit demselben Titel, das vom Sun Ra Arkestra unter Laitung von Marshall Allen bei In + Out Records erschien.

## Titelliste
- Sun Ra: Lights on a Satellite: Live at the Left Bank (Resonance Records HLP 9074)[4]

1. Band Intro/Thunder of Dreams
2. Tapestry from an Asteroid
3. Somewhere over the Rainbow (Harold Arlen)
4. A Pleasant Place in Space
5. Space Travelin' Blues
6. Yeah Man (Noble Sissle, Fletcher Henderson)
7. Big John's Special (Horace Henderson)
8. Lights on a Satellite
9. Lady Bird/Half Nelson (Tadd Dameron / Miles Davis)
10. Cocktails for Two (Arthur Johnston, Sam Coslow)
11. Watusi
12. They Plan to Leave
13. Images in a Mirror
14. We Travel the Spaceways
15. Left Bank Blues
16. 'Round Midnigh (Thelonious Monk)

Wenn nicht anders vermerkt, stammen die Kompositionen von Sun Ra.

## Rezeption
Obwohl seine Regie auf die Zukunft ausgerichtet war, war Sun Ra nie mit der Vergangenheit fertig, und dieses Konzert sei ein hervorragendes Beispiel dafür, schrieb Mark Corroto in All About Jazz. Die Verflechtung von Altem und Neuem sei ein Markenzeichen der Aufführungen des Arkestra. Die beiden CDs fange die Erhabenheit seines Bigband-Sounds mit mittlerweile klassischen Hits wie „We Travel the Spaceways“ und „Lights on a Satellite“ ein, während Tysons Gesang auf „Tapestry from an Asteroid“ zu hören ist.
J. D. Considine stellt in seinem Beitrag in den Liner Notes fest, dass die Musik dieses Konzerts sowohl erfahrene Sun Ra-Fans als auch neue, jüngere Zuhörer erreicht habe: „Für die älteren, regelmäßigen Besucher gab es viel von dem, was sie schon einmal gehört hatten. Sun Ras Arrangement der Kamelle von Tadd Dameron, ‚Lady Bird‘, war eine komprimierte Geschichte des Jazz [zur Mitte der 20. Jahrhunderts] … Und für die jüngeren, rockerfahrenen Neulinge gab es den Klangspritzer von Sun Ras Synthesizer gegen Dale Williams‘ forschende E-Gitarre. Im treffend betitelten Stück ‚Thunder of Drums‘ vermischten sich afrikanische Rhythmen mit avantgardistischer Improvisation, geklatschtem E-Bass, der klassische Swing-Kadenzen antreibt, und unverhohlenes Sentiment, das dicht neben transzendentalem Bewusstsein stand.“
„Für diejenigen, die ihren Sun Ra lieber ausgelassener mögen, ist dies die richtige Wahl, mit Beispielen von Ras Klavierspiel, gepaart mit erstklassigen Soli und Zusammenspiel der anderen Arkestra-Spieler, zusammen mit einem unvergesslichen Auftritt der Sängerin June Tyson in ‚Tapestry from an Asteroid‘“, schrieb Edwin Pouncey in Jazzwise.
Nach Wolf Kampmanns Meinung, der Lights on a Satellite für Jazz thing besprach, war Sun Ra bei dem zugrunde liegenden Konzert „in allerbester Spiellaune“. Das Album beginne mit „einem spitzen Duo von Drums und Synthesizer, bei dem Letzterer den Sieg davonträgt.“ Dann erst steige das Arkestra ein, für das die späten 1970er eine Art Transformationsphase waren, da „Sun Ra von seinen wilden Experimenten der 1960er- und Free-Funk-Ausflügen der mittleren 1970er-Jahre wieder zu traditionelleren Formaten zurückkehrte.“ Lights On A Satellite habe von alledem etwas. „Und deshalb macht dieses Doppelalbum so viel Spaß. Es ist eine repräsentative Zusammenfassung von allem, was Sun Ra mit seiner orbitalen Arche sein konnte, in einem einzigen Konzert. Chaos und Struktur geben sich immer wieder die Klinke in die Hand. Sun Ra agiert wie ein intergalaktischer Hütehund, der seine furiose Asteroiden-Bande immer wieder ins gemeinsame Magnetfeld teletransportiert. Wie ihm das hier gelingt, ist nicht weniger als spektakulär.“